# Cool to Be You
Cool to Be You è il sesto album realizzato dalla punk band californiana Descendents, pubblicato nel 2004 dalla Fat Wreck Chords

## Tracce
1. Talking – 2:27
2. Nothing with You – 2:29
3. She Don't Care – 1:59
4. 'Merican – 1:51
5. Dog and Pony Show – 2:28
6. Blast Off – 2:27
7. Dreams – 2:56
8. Cool to Be You – 2:24
9. Maddie – 3:06
10. Mass Nerder – 2:47
11. One More Day – 3:33
12. Tack – 2:21
13. Anchor Grill – 3:03
14. Dry Spell – 2:43

## Formazione
- Milo Aukerman - voce
- Stephen Egerton - chitarra
- Karl Alvarez - basso
- Bill Stevenson - batteria